# Urriés
Urriés ist ein Ort und eine Gemeinde in der Provinz Saragossa in der Autonomen Region Aragón in Spanien. 2024 hatte die Gemeinde 49 Einwohner. Zur Gemeinde gehört neben dem Hauptort Urriés auch die kleine Ortschaft Ruesta, die aber durch die Errichtung des Staudamms und der Flutung des Tals nahezu entvölkert ist.

## Lage
Urriés liegt etwa 110 Kilometer nordnordwestlich im Pyrenäenvorland in den Montes de Zuera bzw. den Montes de Castejón in einer Höhe von 520 m. Im Süden begrenzt der Río Onsella die Gemeinde. Im Norden mündet hier der Río Regal in den Stausee Embalse de Yesa von 1959.

## Bevölkerungsentwicklung
Demographische Daten für Urriés von 1900 bis 2021:
| 1900 | 1910 | 1920 | 1930 | 1940 | 1950 | 1960 | 1970 | 1981 | 1991 | 2001 | 2011 | 2021 |
| ---- | ---- | ---- | ---- | ---- | ---- | ---- | ---- | ---- | ---- | ---- | ---- | ---- |
| 507  | 451  | 512  | 478  | 419  | 358  | 280  | 143  | 101  | 78   | 67   | 36   | 49   |

## Sehenswürdigkeiten
- Sebastianuskirche (Iglesia de San Esteban) aus dem 12. Jahrhundert in Urriés
- Johannes-der-Täufer-Kapelle in Ruesta
- Jakobuskapelle in Ruesta
- Turm von Urriés aus dem 14. Jahrhundert
- Burgruine Ruesta aus dem 11./12. Jahrhundert
- Samson-Stein (Piédra de Sansón)

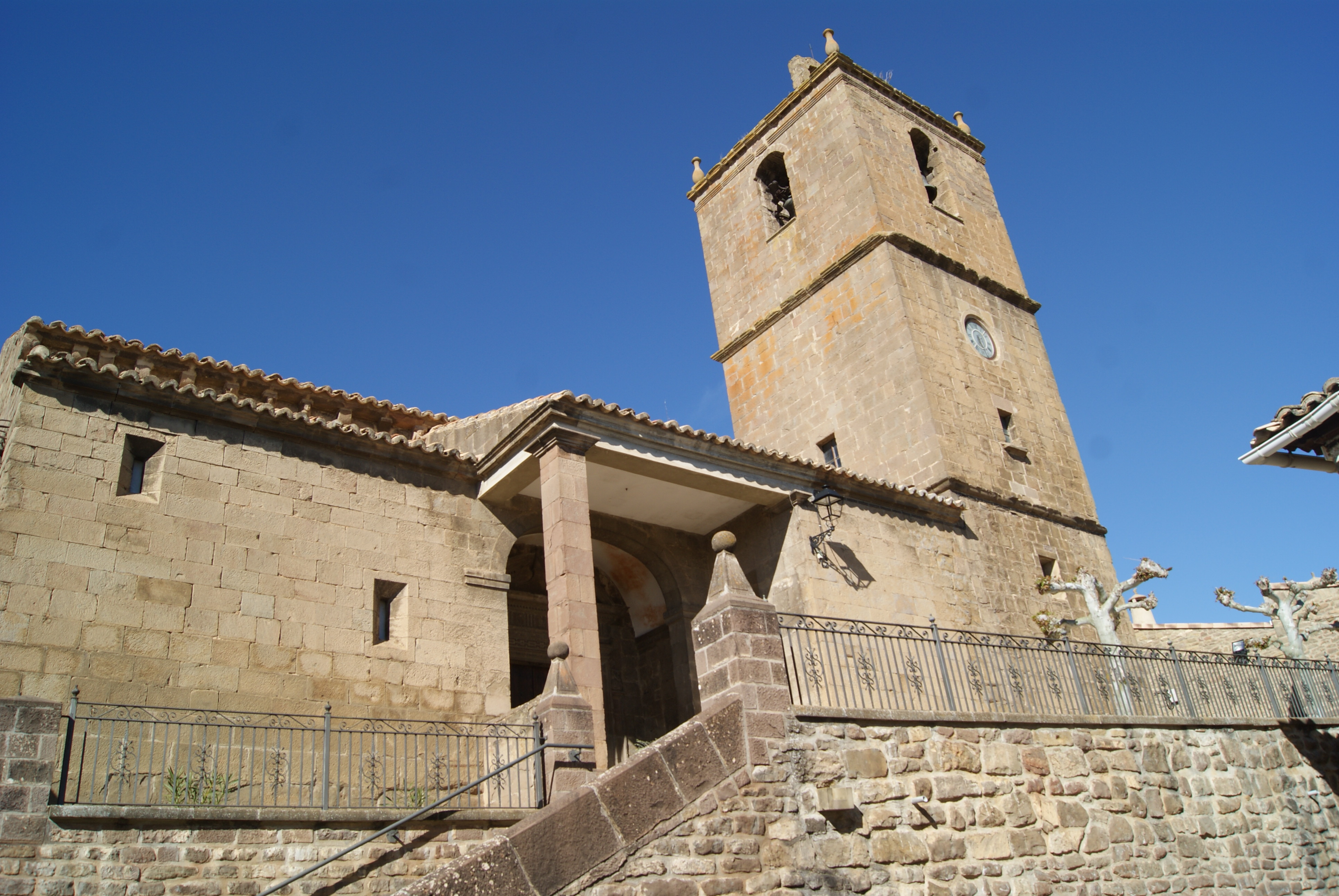
Sebastianuskirche
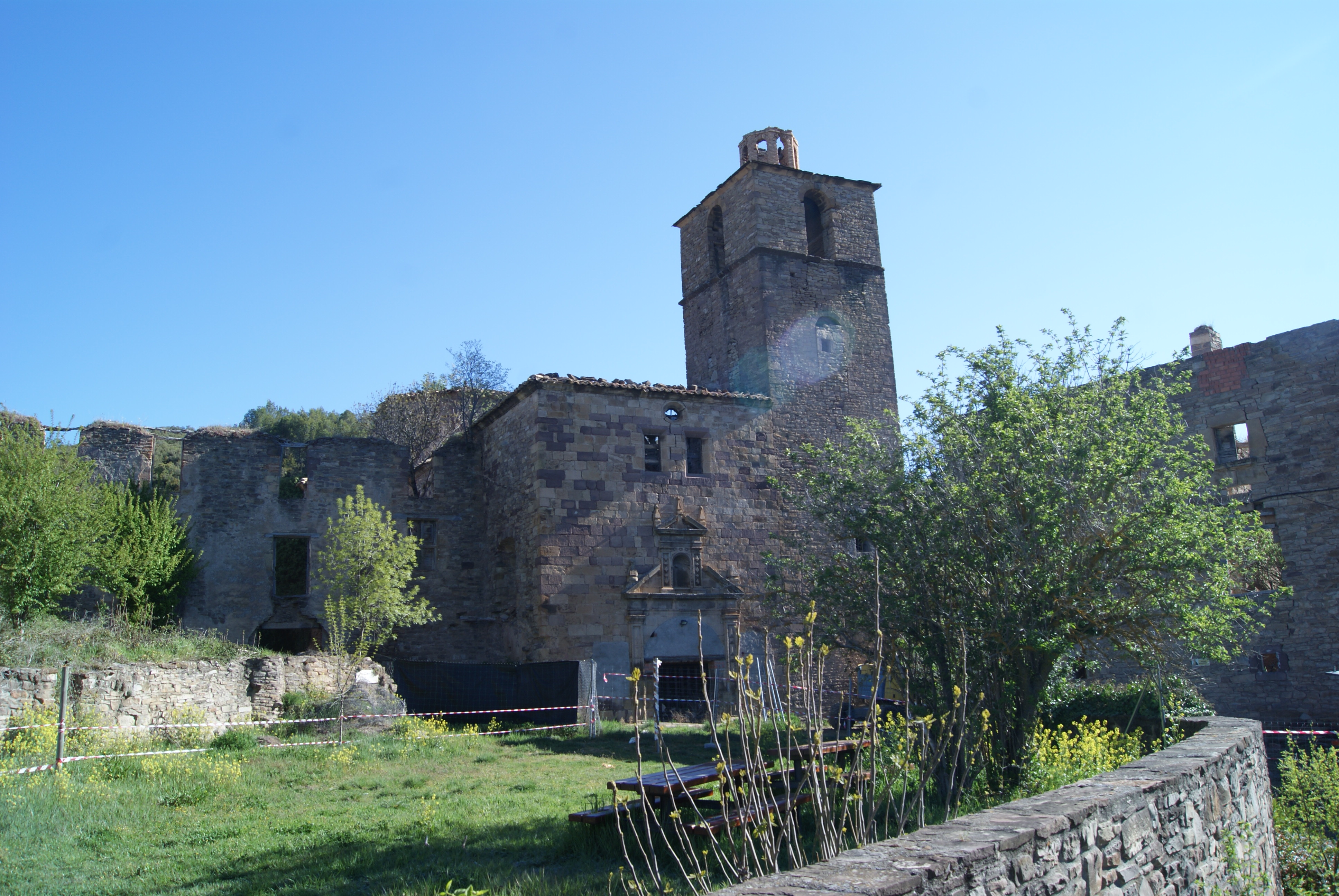
Johannes-der-Täufer-Kapelle
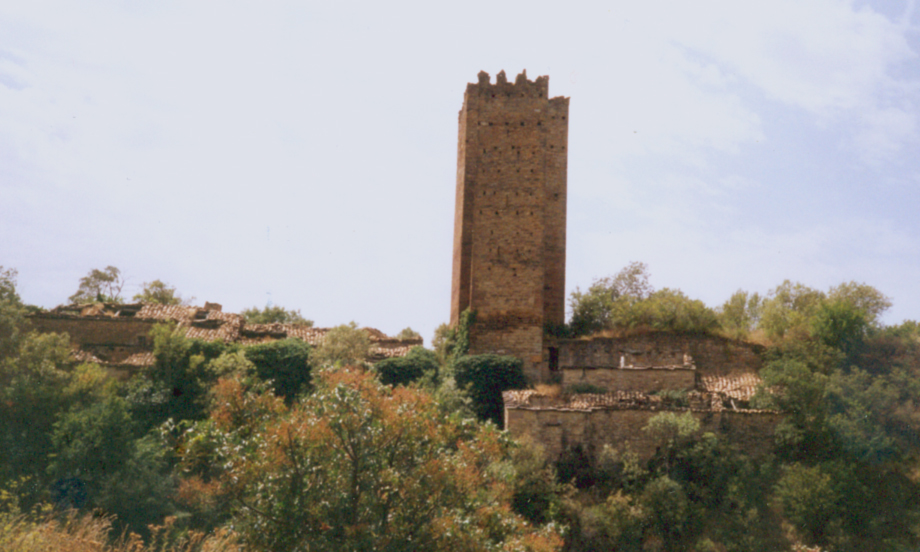
Burgruine Ruesta
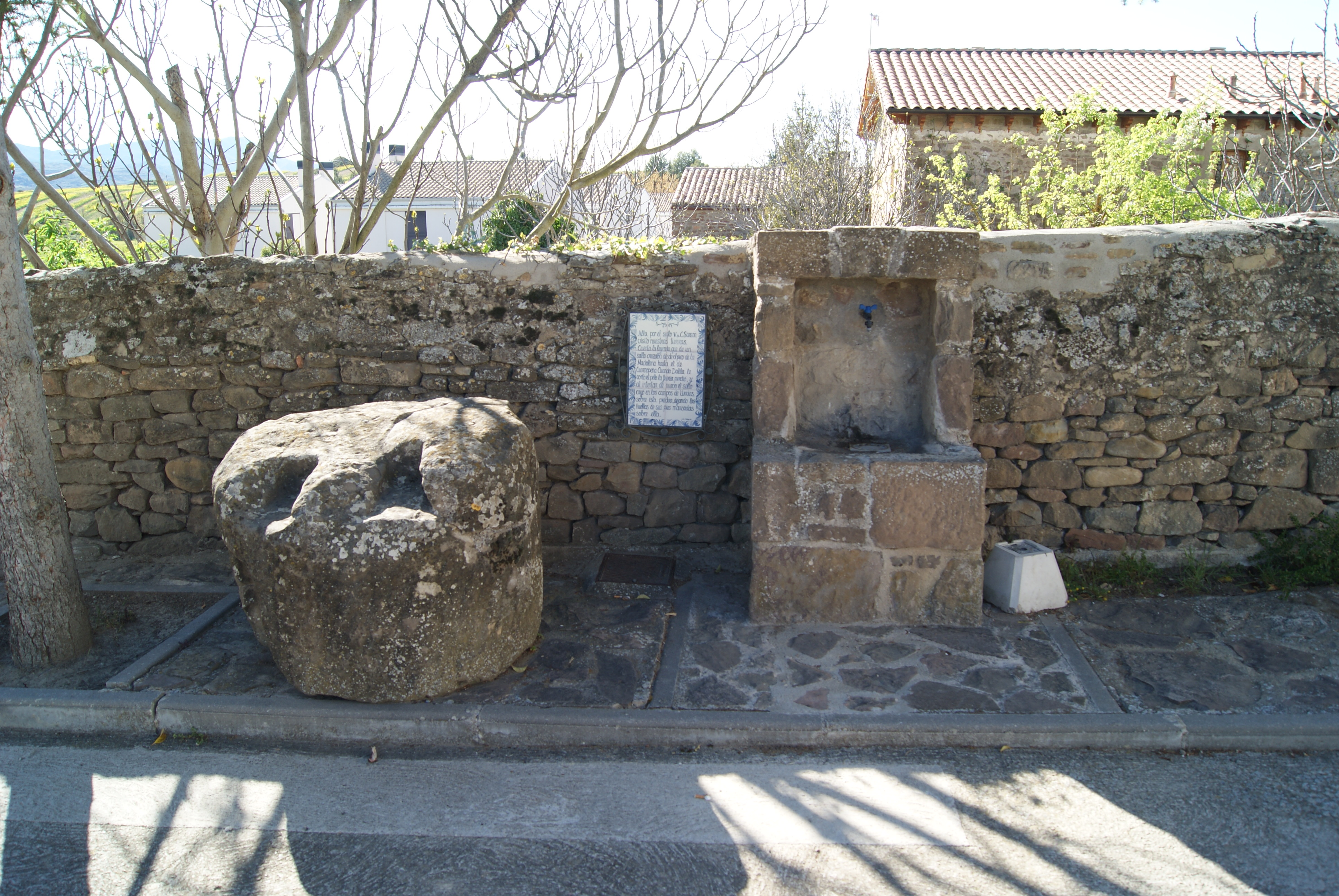
Samson-Stein